# Airàs
Airàs (en francès Arras-sur-Rhône) és un municipi francès situat al departament de l'Ardecha i a la regió d'Alvèrnia-Roine-Alps. L'any 2007 tenia 487 habitants.

## Demografia

### Població
El 2007 la població de fet d'Arras-sur-Rhône era de 487 persones. Hi havia 178 famílies de les quals 45 eren unipersonals (19 homes vivint sols i 26 dones vivint soles), 52 parelles sense fills, 74 parelles amb fills i 7 famílies monoparentals amb fills.
La població ha evolucionat segons el següent gràfic:
Habitants censats

### Habitatges
El 2007 hi havia 217 habitatges, 185 eren l'habitatge principal de la família, 17 eren segones residències i 15 estaven desocupats. 197 eren cases i 20 eren apartaments. Dels 185 habitatges principals, 134 estaven ocupats pels seus propietaris, 45 estaven llogats i ocupats pels llogaters i 6 estaven cedits a títol gratuït; 1 tenia una cambra, 8 en tenien dues, 32 en tenien tres, 60 en tenien quatre i 83 en tenien cinc o més. 134 habitatges disposaven pel capbaix d'una plaça de pàrquing. A 70 habitatges hi havia un automòbil i a 101 n'hi havia dos o més.

### Piràmide de població
La piràmide de població per edats i sexe el 2009 era:
| Homes | Edats   | Dones |
| ----- | ------- | ----- |
| 0     | 95 o +  | 0     |
| 0     | 90 a 94 | 0     |
| 4     | 85 a 89 | 0     |
| 4     | 80 a 84 | 4     |
| 4     | 75 a 79 | 12    |
| 12    | 70 a 74 | 12    |
| 12    | 65 a 69 | 16    |
| 8     | 60 a 64 | 8     |
| 4     | 55 a 59 | 8     |
| 4     | 50 a 54 | 4     |
| 12    | 45 a 49 | 20    |
| 28    | 40 a 44 | 12    |
| 24    | 35 a 39 | 24    |
| 8     | 30 a 34 | 4     |
| 16    | 25 a 29 | 16    |
| 8     | 20 a 24 | 12    |
| 4     | 15 a 19 | 8     |
| 20    | 10 a 14 | 8     |
| 8     | 5 a 9   | 8     |
| 24    | 0 a 4   | 12    |

## Economia
El 2007 la població en edat de treballar era de 296 persones, 234 eren actives i 62 eren inactives. De les 234 persones actives 212 estaven ocupades (118 homes i 94 dones) i 22 estaven aturades (8 homes i 14 dones). De les 62 persones inactives 21 estaven jubilades, 21 estaven estudiant i 20 estaven classificades com a «altres inactius».

### Ingressos
El 2009 a Arras-sur-Rhône hi havia 195 unitats fiscals que integraven 505,5 persones, la mediana anual d'ingressos fiscals per persona era de 15.570 €.

### Activitats econòmiques
Dels 9 establiments que hi havia el 2007, 1 era d'una empresa extractiva, 2 d'empreses de construcció, 1 d'una empresa de comerç i reparació d'automòbils, 2 d'empreses d'hostatgeria i restauració, 1 d'una empresa immobiliària, 1 d'una entitat de l'administració pública i 1 d'una empresa classificada com a «altres activitats de serveis».
Dels 4 establiments de servei als particulars que hi havia el 2009, 2 eren guixaires pintors i 2 restaurants.
L'any 2000 a Arras-sur-Rhône hi havia 21 explotacions agrícoles que ocupaven un total de 180 hectàrees.

## Equipaments sanitaris i escolars
El 2009 hi havia una escola elemental.

## Poblacions més properes
El següent diagrama mostra les poblacions més properes.